# Fox Creek
Fox Creek är en ort i Kanada.   Den ligger i provinsen Alberta, i den centrala delen av landet, 3 100 km väster om huvudstaden Ottawa. Fox Creek ligger 832 meter över havet och antalet invånare är 2 457.
Terrängen runt Fox Creek är platt, och sluttar norrut. Trakten runt Fox Creek är nära nog obefolkad, med mindre än två invånare per kvadratkilometer..
I omgivningarna runt Fox Creek växer i huvudsak blandskog.